# Zelda Popkin
Zelda Popkin, née Feinberg le 5 juillet 1898 à Brooklyn, New York, et décédée le 25 mai 1983 à Silver Spring, Maryland, est une écrivaine américaine, auteure notamment de roman policier.

## Biographie
Elle passe son enfance dans le New Jersey, à Washington, puis fait ses études, achevées en 1914, dans un établissement privé de Pennsylvanie. Elle travaille pendant deux ans comme reporter au Times Leader de Wilkes-Barre, puis fréquente, jusqu'à la fin de la Première Guerre mondiale, la faculté de journalisme de l'Université Columbia de New York. 
En 1918, elle fonde une agence de relations publiques avec Louis Popkin qu'elle épouse l'année suivante. Les Popkin auront deux garçons et l'agence fonctionnera jusqu'à la mort de son mari survenue en janvier 1943. En septembre de la même année, Zelda Popkin frôle la mort dans le déraillement d'un train qui assure la liaison entre Washington et New York. À la fin de la Deuxième Guerre mondiale, elle se retrouve en Europe et participe à des missions de la Croix-Rouge américaine, puis devient maître de conférences à Montréal et aux États-Unis jusqu'en 1969.
Sa carrière littéraire s'amorce en 1938 avec la publication du première roman policier de la série ayant pour héroïne Mary Carner, jeune inspectrice d'un grand magasin de la Cinquième avenue de Manhattan, l'une des premières enquêtrices professionnelles de la littérature policière américaine.  
Zelda Popkin donne ensuite d'autres romans policiers, mais surtout des romans littéraires, dont Journey Home (1945), un best-seller sur le retour d'un soldat à la vie civile après la Deuxième Guerre mondiale qui rencontre une jeune femme de carrière lors du déraillement d'un train, Small Victory (1947), un des premiers romans de la littérature américaine sur la Shoah, et Quiet Street (1951), un récit sur la fondation de l'État d'Israël. Son dernier roman, Dear Once (1971), revient sur sa vie quotidienne dans les années 1960 à Montréal et New York.

## Œuvre

### Romans

#### SérieMary Carner
- Death Wears a White Gardenia (1938)
- Murder in the Mist (1940) Publié en français sous le titre La Lune de miel de Mary Carner, Bruxelles, Éditions Limière, coll. L'Œil clair no 4, 1946 Publié en français dans une autre traduction sous le titre Meurtre dans la brume, Paris, Métaillié, coll. Troubles, 1994 ; réédition, Paris, Librairie des Champs-Élysées, Le Masque no 2360, 1998
- Time Off for Murder (1940) Publié en français sous le titre Congés pour meurtre, Paris, Métaillié, coll. Troubles, 1993 ; réédition, Paris, Librairie des Champs-Élysées, Le Masque no 2312, 1997
- Dead Man's Gift (1941) Publié en français sous le titre Le Testament fantasque, Paris, Marabout no 6, 1953 Publié en français sous le titre sous le titre Le Cadeau du mort, Paris, Métaillié, coll. Poches Noirs no 9, 1999
- No Crime for a Lady (1942) Publié en français sous le titre Mary Carner et ses voisins, Bruxelles, Éditions Limière, coll. L'Œil clair no 2, 1946

#### Autres roman policiers
- So Much Blood (1944)
- A Death of Innocence (1971)

#### Autres romans
- Journey Home (1945)
- Small Victory (1947)
- Walk Throught the Valley (1949)
- Quiet Street (1951)
- Herman Had Two Daughters (1973)
- Dear Once (1975)

### Nouvelles
- Lovely but Strangled (1941) Publié en français sous le titre Plus morte que belle, Paris, Opta, Alfred Hitchcock magazine no 42, octobre 1964
- Junie-No-Name (1954)

### Autobiographie
- Open Every Door (1956)